# Ferran de Mèdici, Gran Príncep de Toscana
|  | Per a altres significats, vegeu «Ferran de Mèdici (desambiguació)». |

Ferran de Mèdici, Gran Príncep de Toscana, també conegut amb el nom de Ferran III de Mèdici o el Gran Príncep, (Florència, Gran Ducat de Toscana 1663 - íd. 1713) fou un príncep de Toscana i hereu de la dinastia familiar dels Mèdici.

## Orígens familiars
Va néixer el 9 d'agost de 1663 a la ciutat de Florència sent el fill primogènit del Gran Duc Cosme III de Mèdici i Margarida Lluïsa d'Orleans. Fou net per línia paterna de Ferran II de Mèdici i Victòria della Rovere, i per línia materna de Gastó d'Orleans i Margarida de Lorena.
Fou germà d'Anna Maria Lluïsa de Mèdici, casada amb Johann Wilhelm von der Pfalz; i Joan Gastó I de Mèdici.

## Mecenatge
Els forts contrastos existents entre els seus progenitors, que van provocar la ruptura del matrimoni, el van dur a acostar-se més a la seva mare: com ella, Ferran estimava els plaers mundans, l'art i la música (ell mateix era músic), mentre que amb el seu pare Cosme, home profundament religiós, les relacions van ser sempre tibants.

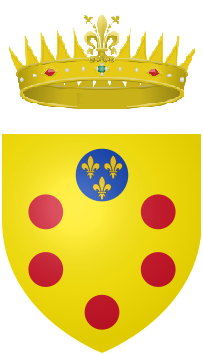
Escut

A la seva residència de Pratolino va fer construir un teatre, projectat per Antonio Maria Ferri. A Villa di Poggio a Caiano reunió en una sola sala anomenada "Gabinetto delle operi in piccolo di tutti i più celebri pittori", una extraordinària col·lecció de 174 pintures de petites dimensions d'artistes com Albrecht Dürer, Leonardo da Vinci, Raffaello Sanzio o Rubens. Entre els compositors que va introduir a la cort destaquen Alessandro Scarlatti i Georg Friedrich Händel. A més en va protegir d'altres encarregant-los obres, com els músics; el sicilià Francesco Antonio Mamiliano Pistocchi, o el llombard Giovanni Alberto Lorandi al qual encarregà un oratori (1701 i un Te Deum (1709).
El 1688, en una visita a Pàdua, va contractar, en qualitat de custodi dels seus instruments musicals, a Bartolomeo Cristofori, inventor del fortepiano, precursor del piano.

## Núpcies i descendents
El 21 de novembre de 1689 es casà a la ciutat de Múnic amb Violant Beatriu de Baviera, filla de l'elector Ferran I Maria de Baviera i Enriqueta Adelaida de Savoia. El matrimoni, que fou del tot infeliç, no tingué fills.

## Mort
Conegut llibertí, durant una visita al carnaval de Venècia l'any 1696 Ferran va contreure la sífilis, malaltia que el va dur a la bogeria i finalment a la mort el 31 d'octubre de 1713, abans d'haver pogut pujar al tron.
A la mort de Cosme III va pujar al tron el germà petit de Ferran, Joan Gastó I de Mèdici, l'últim Mèdici que va ocupar el tron de Toscana. A la seva mort sense descendència el Gran Ducat de Toscana va passar a Francesc de Lorena.